# Ciclismo ai Giochi della XXXI Olimpiade - Keirin maschile
Le gare di keirin maschile dei Giochi della XXXI Olimpiade furono corse il 16 agosto al Velódromo Municipal do Rio di Rio de Janeiro, in Brasile. La medaglia d'oro fu vinta dal britannico Jason Kenny.

## Risultati

### Primo turno
Batteria 1
| Posizione | Ciclista           | Nazione       | Distacco | Note |
| --------- | ------------------ | ------------- | -------- | ---- |
| 1         | Michaël D'Almeida  | Francia       |          | Q    |
| 2         | Joachim Eilers     | Germania      | +0.123   | Q    |
| 3         | Theo Bos           | Paesi Bassi   | +0.387   | R    |
| 4         | Christos Volikakis | Grecia        | +0.467   | R    |
| 5         | Patrick Constable  | Australia     | +0.637   | R    |
| 6         | Im Chae-bin        | Corea del Sud | +0.859   | R    |

Batteria 2
| Posizione | Ciclista          | Nazione       | Distacco | Note |
| --------- | ----------------- | ------------- | -------- | ---- |
| 1         | Damian Zielinski  | Polonia       |          | Q    |
| 2         | Matthew Glaetzer  | Australia     | +0.033   | Q    |
| 3         | Kang Dong-jin     | Corea del Sud | +0.063   | R    |
| 4         | Edward Dawkins    | Nuova Zelanda | +0.076   | R    |
| 5         | Kazunari Watanabe | Giappone      | +0.155   | R    |
| 6         | Pavel Kelemen     | Rep. Ceca     | +0.214   | R    |
| 7         | Denis Dmitriev    | Russia        | P        | R    |

Batteria 3
| Posizione | Ciclista          | Nazione       | Distacco | Note |
| --------- | ----------------- | ------------- | -------- | ---- |
| 1         | Sam Webster       | Nuova Zelanda |          | Q    |
| 2         | Matthijs Buchli   | Paesi Bassi   | +0.034   | Q    |
| 3         | François Pervis   | Francia       | +0.035   | R    |
| 4         | Krzysztof Maksel  | Polonia       | +0.378   | R    |
| 5         | Azizulhasni Awang | Malaysia      | +0.484   | R    |
| 6         | Callum Skinner    | Gran Bretagna | +1.069   | R    |
| 7         | Ángel Pulgar      | Venezuela     | P        | R    |

Batteria 4
| Posizione | Ciclista          | Nazione       | Distacco | Note |
| --------- | ----------------- | ------------- | -------- | ---- |
| 1         | Jason Kenny       | Gran Bretagna |          | Q    |
| 2         | Fabián Puerta     | Colombia      | +0.014   | Q    |
| 3         | Maximilian Levy   | Germania      | +0.103   | R    |
| 4         | Hugo Barrette     | Canada        | +0.110   | R    |
| 5         | Matthew Baranoski | Stati Uniti   | +0.237   | R    |
| 6         | Yuta Wakimoto     | Giappone      | +0.345   | R    |
| 7         | Hersony Canelon   | Venezuela     | +0.986   | R    |

### Ripescaggi
Batteria 1
| Posizione | Ciclista          | Nazione     | Distacco | Note |
| --------- | ----------------- | ----------- | -------- | ---- |
| 1         | Azizulhasni Awang | Malaysia    |          | Q    |
| 2         | Hugo Barrette     | Canada      | +0.038   |      |
| 3         | Theo Bos          | Paesi Bassi | +0.079   |      |
| 4         | Pavel Kelemen     | Rep. Ceca   | +0.180   |      |

Batteria 2
| Posizione | Ciclista          | Nazione       | Distacco | Note |
| --------- | ----------------- | ------------- | -------- | ---- |
| 1         | Krzysztof Maksel  | Polonia       |          | Q    |
| 2         | Im Chae-bin       | Corea del Sud | +0.047   |      |
| 3         | Kang Dong-jin     | Corea del Sud | +0.123   |      |
| 4         | Kazunari Watanabe | Giappone      | +0.485   |      |
| 5         | Hersony Canelon   | Venezuela     | +1.237   |      |

Batteria 3
| Posizione | Ciclista          | Nazione       | Distacco | Note |
| --------- | ----------------- | ------------- | -------- | ---- |
| 1         | François Pervis   | Francia       |          | Q    |
| 2         | Yuta Wakimoto     | Giappone      | +0.075   |      |
| 3         | Edward Dawkins    | Nuova Zelanda | +0.114   |      |
| 4         | Ángel Pulgar      | Venezuela     | +0.378   |      |
| 5         | Patrick Constable | Australia     | +1.090   |      |

Batteria 4
| Posizione | Ciclista           | Nazione       | Distacco | Note |
| --------- | ------------------ | ------------- | -------- | ---- |
| 1         | Christos Volikakis | Grecia        |          | Q    |
| 2         | Denis Dmitriev     | Russia        | +0.066   |      |
| 3         | Matthew Baranoski  | Stati Uniti   | +0.640   |      |
| 4         | Maximilian Levy    | Germania      | +1.277   |      |
| 5         | Callum Skinner     | Gran Bretagna | P        |      |

### Secondo turno
Batteria 1
| Posizione | Ciclista           | Nazione       | Distacco | Note  |
| --------- | ------------------ | ------------- | -------- | ----- |
| 1         | Jason Kenny        | Gran Bretagna |          | F     |
| 2         | Matthijs Buchli    | Paesi Bassi   | +0.261   | F     |
| 3         | Azizulhasni Awang  | Malaysia      | +0.271   | F     |
| 4         | Matthew Glaetzer   | Australia     | +0.325   | F7-12 |
| 5         | Christos Volikakis | Grecia        | +0.482   | F7-12 |
| 6         | Michaël D'Almeida  | Francia       | +1.088   | F7-12 |

Batteria 2
| Posizione | Ciclista         | Nazione       | Distacco | Note  |
| --------- | ---------------- | ------------- | -------- | ----- |
| 1         | Joachim Eilers   | Germania      |          | F     |
| 2         | Damian Zielinski | Polonia       | +0.071   | F     |
| 3         | Fabián Puerta    | Colombia      | +0.073   | F     |
| 4         | Krzysztof Maksel | Polonia       | +0.130   | F7-12 |
| 5         | François Pervis  | Francia       | +0.137   | F7-12 |
| 6         | Sam Webster      | Nuova Zelanda | +1.524   | F7-12 |

### Finali

#### Finale di consolazione
| Posizione | Ciclista           | Nazione       | Distacco | Note |
| --------- | ------------------ | ------------- | -------- | ---- |
| 7         | Sam Webster        | Nuova Zelanda |          |      |
| 8         | Michaël D'Almeida  | Francia       | +0.009   |      |
| 9         | Krzysztof Maksel   | Polonia       | +0.107   |      |
| 10        | Matthew Glaetzer   | Australia     | +0.322   |      |
| 11        | François Pervis    | Francia       | +0.406   |      |
| 12        | Christos Volikakis | Grecia        | +0.514   |      |

#### Finale per l'oro
| Posizione | Ciclista          | Nazione       | Distacco | Note |
| --------- | ----------------- | ------------- | -------- | ---- |
|           | Jason Kenny       | Gran Bretagna |          |      |
|           | Matthijs Buchli   | Paesi Bassi   | +0.040   |      |
|           | Azizulhasni Awang | Malaysia      | +0.085   |      |
| 4         | Joachim Eilers    | Germania      | +0.110   |      |
| 5         | Fabián Puerta     | Colombia      | +0.113   |      |
| 6         | Damian Zielinski  | Polonia       | +0.594   |      |